# Arnie David Giralt
Arnie David Giralt Rivero (* 26. August 1984 in Santiago de Cuba) ist ein kubanischer Dreispringer.
Der Vize-Jugendweltmeister von 2001 und Juniorenweltmeister von 2002 wurde bei den Weltmeisterschaften 2003 in Paris/Saint-Denis Vierter mit 17,23 m. In der Qualifikation war er sogar 17,31 m gesprungen.
Nach einem Sieg bei den Ibero-Amerikanischen Meisterschaften 2004 schied er bei den Olympischen Spielen in Athen in der Qualifikation aus.
Einem achten Platz bei den Weltmeisterschaften 2005 in Helsinki und einem siebten bei den Weltmeisterschaften 2007 in Osaka folgte die Silbermedaille bei den Hallenweltmeisterschaften 2008 in Valencia mit 17,47 m.
Bei den Olympischen Spielen in Peking wurde er mit seiner persönlichen Bestweite von 17,52 m Vierter, sieben Zentimeter von Bronze und 15 Zentimeter von Gold entfernt.
Arnie David Giralt ist 1,82 m groß und wiegt 72 kg. Er wird von seinem Vater David Giralt trainiert, der in den 1970er Jahren zu den weltbesten Weitspringern gehörte.